# Roncone
Roncone is een gemeente in de Italiaanse provincie Trente (regio Trentino-Zuid-Tirol) en telt 1438 inwoners (31-12-2004). De oppervlakte bedraagt 29,4 km², de bevolkingsdichtheid is 49 inwoners per km².

## Demografie
Roncone telt ongeveer 553 huishoudens. Het aantal inwoners steeg in de periode 1991-2001 met 0,7% volgens cijfers uit de tienjaarlijkse volkstellingen van ISTAT.
| Jaar | Inwoneraantal |
| ---- | ------------- |
| 1991 | 1430          |
| 2001 | 1440          |

## Geografie
Roncone grenst aan de volgende gemeenten: Daone, Tione di Trento, Bondo, Breguzzo, Praso, Lardaro.